# Arvid Holmberg (gymnast)
Nils Arvid Birger Holmberg, född den 10 oktober 1886 i Malmö, död den 11 september 1958 där, var en svensk affärsman och gymnast.
Arvid Holmberg var son till grosshandlaren Magnus Holmberg och Augusta Lindqvist. Efter studentexamen i Malmö 1905 gjorde han handelspraktik i Tyskland 1909–1910 och inträdde vid samma tid som delägare i faderns företag, Firma Magnus Holmberg, vars verkställande direktör han var från 1913.
Arvid Holmberg var, liksom sina bröder Oswald och Carl Holmberg, en entusiastisk idrottsman, och var verksam inom ett flertal grenar, däribland gymnastik, fäktning och simning. Han deltog i de olympiska sommarspelen i Aten 1906 och London 1908. Vid de senare var han, tillsammans med båda sina bröder, delaktig i det svenska gymnastiklagets guldmedalj. Arvid Holmberg deltog även i Nordiska spelen 1913, Baltiska spelen 1914 och Svenska spelen 1916.
Holmberg var även aktiv på det organisatoriska planet inom idrotten och var bland annat sekreterare i Malmö gymnastik- och fäktklubb, men framför allt var han här engagerad inom simsporten. Således var han Malmö simsällskaps sekreterare 1909–1911, vice ordförande 1912–1913 och ordförande 1920–1921. Han var vidare en av grundarna av och förste ordförande för simklubben Ran 1922, i vilken han blev hedersledamot 1947.
Holmberg gifte sig 1935 med Agda Friberg med vilken han fick sonen Magnus. Arvid Holmberg är begravd på Sankt Pauli mellersta kyrkogård i Malmö.